# 菲尤尔

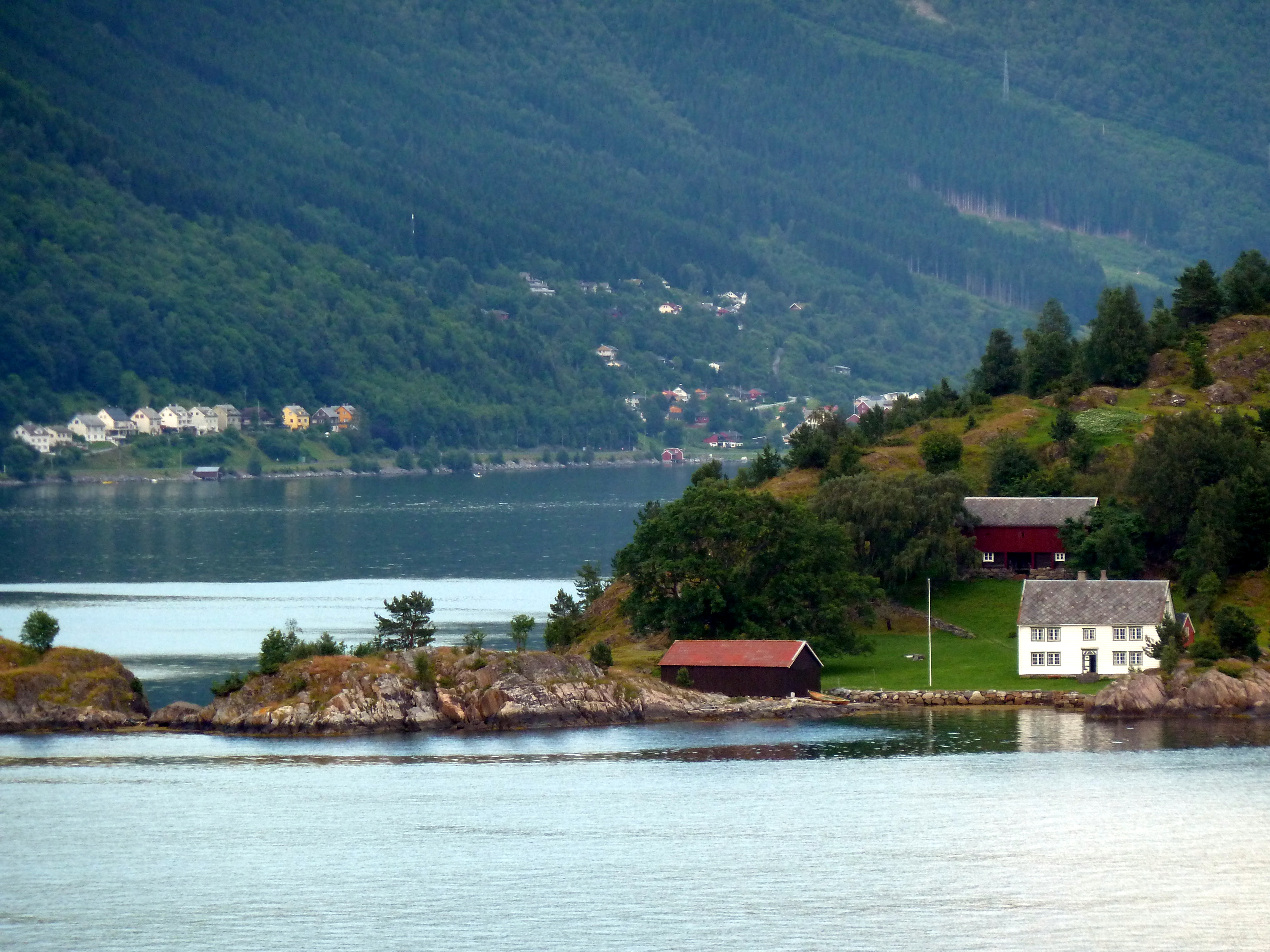
斯图达尔村

菲尤尔（挪威語：Fjord）是挪威默勒-鲁姆斯达尔郡的一个市镇，行政中心为斯图达尔村。市镇面积为1,190.58平方公里，2022年人口数量为2,494人。
该市镇挪威语原名的意思为峡湾，是挪威一个普通名词及很多地名中的一部分。当该市镇在2020年设立时，市镇以搜尋引擎最佳化的理由以此命名，尽管该名字在当地没有任何历史传统。这个做法遭到挪威語言委員會的批评。